# Рюдигер Саксонский
Карл Эрнст Рюдигер Тимо Саксонский (23 декабря 1953, Мюльхайм-ан-дер-Рур — 29 марта 2022) — морганатический представитель альбертинских Веттинов, самопровозглашённый глава королевского дома Саксонии, (2012 — 2022). Другой претендент на саксонский престол — Александр де Афиф.

## Биография
Принц Рюдигер родился в городе Мюльхайм-ан-дер-Рур, (земля Северный Рейн-Вестфалия). Единственный сын принца Георга Тимо Саксонского (1923—1982) от его первой жены Маргрит Лукас (1932—1957), дочери мясника Карла Лукаса и Хильдеград Стубе. Внук принца Эрнста Генриха и правнук последнего короля Саксонии Фридриха Августа III.
Родители Рюдигера поженились 7 августа 1952 года в Мюльхайм-ан-дер-Рур. Брак считался морганатическим из-за происхождения невесты.
Принц Рюдигер прошёл трудное детство. Его отец Тимо Саксонский после тяжёлой травмы во время лечения пристрастился к морфину. Когда Рюдигеру было 18 месяцев его мать перестала жить с принцем и стала жить в доме своего отца в Мюльхайме-на-Руре. Брак его родителей разваливался. Его мать находилась в процессе развода с принцем Тимо, когда она узнала, что беременна. Позднее у них родилась дочь Ирис Саксонская (род. 1955).
Его отец не мог платить алименты на жену и двух детей. После смерти своей матери в 1957 году Рюдигер и его сестра попали под юридическую опеку своего деда, принца Эрнста Георга Саксонского (1896—1971), и родных дядей, принца Дедо (1922—2009) и принца Геро (1925—2003), которые эмигрировали в Ирландию после утраты своих имений в Саксонии.
Овдовевший принц Тимо Саксонский (отец Рюдигера) пережил много трудностей, он проживал в приютах для бездомных, чтобы укрыться от своих кредиторов. В 1958 году суд заключил его в психиатрическую больницу, где он находился до 15 декабря 1965 года, когда он был выписан из больницы. В 1966—1973 годах второй женой Тимо была Шарлотта Свиндак (род. 1919), с которой он развёлся. В 1974 году он в третий раз женился на Эрине Айльтс (род. 1921). Второй и третий браки были бездетными. Также у принца был внебрачный сын от Эрики Монтанус — Хубертус фон Саксен (род. 25 мая 1950).

## Карьера
После работы психологом в 2003 году принц Рюдигер покинул свой дом в Вестервальде и переселился в Морицбург (Саксония), где он вместе со своим старшим сыном Даниэлем основал «Лесную службу Веттинов» (Wettinische Forstverwaltung). Лес, который находится в его собственности и в ведении королевской семьи, составляет примерно 1200 га.

## Преемственность в Саксонском доме
Среди членов Королевского дома Саксонии начался спор из главенства в роде. Спор начался из-за того, что бесспорный глава дома Мария Эммануэль Саксонский (1926—2012), маркграф Мейсена, и другие принцы его поколения не имели детей. Первым вероятным наследником Марии Эммануэля был его племянник, принц Иоганн Альберт Саксен-Кобург-Готский (1969—1987), сын его младшей сестры Матильды Саксонской (род. 1936).
После смерти 17-летнего Иоганна Саксен-Кобург-Готского от травмы во время катания на горных лыжах Мария Эммануэль стал рассматривать в качестве возможного преемника другого племянника Александра де Афифа (род. 1954), принца Гессафе, старшего сына принцессы Марии-Анны Саксонской (1929—2012) и Роберто де Афифа (1916—1978). Хотя по Салической правде брак родителей Александра де Афифа считался не равноправным. В 1997 году маркграф Мейсена Мария Эммануэль признал своего племянника Александра Афифа своим наследником. Был составлен документ, который подписали многие представители Саксонского королевского дома. Среди них были морганатические супруги принцев, которые теперь рассматривались как династические наследники. Рюдигер, его сыновья и сестра не участвовали в подписании документа. Мария Эммануэль Саксонский не признавал детей и внуков принца Тимо Саксонского членами королевского рода. В подписании документа участвовали Анастасия (жена Марии Эммануэля), принц Дедо (за себя, своего брата Геро и их мачеху Вирджинию), принц Альберт и его жена Эльмира, принцессы Мария Жозефа, Мария-Анна и Матильда Саксонские, а также принцесса Эрина, третья жена и вдова принца Тимо. 1 июля 1999 года Мария Эммануэль усыновил своего племянника Александра Афифа, который стал именоваться принцем и герцогом Саксонским.
Летом 2002 года принц Альберт (младший брат Марии Эммануэля) и его двоюродные братья, принцы Дедо и Геро Саксонские отказались признать подписанное ими соглашение от 1997 года. В следующем году принц Альберт Саксонский написал, что именно прямая линия Альбертинского рода Веттинов будет продолжена принцем Рюдигером и его сыновьями. Сам Рюдигер никогда не признавал соглашения 1997 года.
После смерти принца Марии Эммануэля в конце июля 2012 года главами Саксонского королевского дома объявили себя его младший брат Альберт и приёмный сын Александр Саксен-Гессафе. Рюдигер поддержал в качестве нового главы Саксонского дома и маркграфа Мейсенского своего дядю Альберта.
В октябре 2012 года после смерти Альберта Саксонского принц Рюдигер объявил себя новым главой Саксонского королевского дома и маркграфом Мейсена. Согласно семейному веб-сайту, ещё до своей смерти Альберт Саксонский назначил Рюдигера своим преемником.
Скончался 29 марта 2022 года.

## Личная жизнь
Принц Рюдигер Саксонский был дважды женат. 14 июня 1974 года он первым браком в Виллихе женился на Астрид Линке (1949—1989), дочери Хайнца Линке и Эльвиры Вандке. Супруги имели трёх сыновей:
- Принц Даниэль Саксонский (род. 23 июня 1975), женат с 2011 года на Сандре Шерер (род. 1978), от брака с которой имеет дочь:
  - Принцесса Анна Катарина Софи (род. 13 января 2013)
  - Принц Геро Фридрих Иоганн (род. 13 апреля 2015)
- Принц Арне Саксонский (род. 7 марта 1977), женат с 2011 года на Саре Шнайдер и имеет двух дочерей:
  - Принцесса Роза (род. 2 марта 2010)
  - Принцессы Фрида (род. 16 сентября 2011)
- Принц Нильс Саксонский (род. 6 ноября 1978), женат с 2008 года на Джедиде Таборек (род. 1975) и имеет сына и дочь:
  - Принц Мориц (род. 21 марта 2009)
  - Принцесса Орели (род. 4 мая 2010)

Овдовев после самоубийства первой жены, принц Рюдигер вторично женился в январе 2004 года на Диане Дорндорф. Их брак был недолгим, пара развелась в 2005 году. После своего развода принц Рюдигер подал частное объявление в немецкую газету «Bild», рассчитывая найти себе принцессу, чтобы жениться на ней.
В 2005 году принц Рюдигер стал почётным кавалером Ордена Генриха III Светлейшего.